# Col Kearsarge
Pour les articles homonymes, voir Kearsarge.
Le col Kearsarge (en anglais : Kearsarge Pass) est un col de montagne américain, dans la Sierra Nevada, en Californie. D'une altitude de 3 569 mètres, il constitue la limite entre le comté de Fresno à l'ouest et le comté d'Inyo à l'est, mais également entre la Sequoia and Kings Canyon National Parks (en), dans le parc national de Kings Canyon, et la John Muir Wilderness, dans la forêt nationale d'Inyo, respectivement. Il est franchi par un sentier de randonnée dit Kearsarge Pass Trail.